# پنب‌اوی
پِنِب‌اوی یا پِنِب‌وی (انگلیسی: Penebui؛ درگذشته ح. ۳۰۰۰ پیش از میلاد) یک ملکه همسر در مصر باستان در دوران حکمرانی دودمان نخست مصر و احتمالاً همسر فرعون دجر بود. نام او بر روی چندین برچسب از جنس عاج حک شده بود.
به نظر می‌رسد مرگ پِنِب‌اوی بر روی سنگ پالرمو در پنجره رویدادهای چهارمین سال حکمرانی فرعون دجر ثبت شده است. ولفگانگ هلک مشکوک است که ملکه پنه‌بوی به‌دلیل سر بریدن مرده است، زیرا علامت هیروگلیف یک بانوی سلطنتی درگذشته در «لوح رویدادهای سال» به‌صورت یک خروس‌کلیان سر بریده است.